# Sîdîk Ibrahim H. Mîrzî
Sîdîk Ibrahim H. Mîrzî (de cele mai multe ori transcris în limba română sub forma: Sadîc Ibraim; n. 1909, Dulcești, România – d. 1959, Constanța, România) a fost un lider spiritual al tătarilor, imam, Muftiul comunității musulmane din România. A militat pentru cauza etnicilor tătari crimeeni.

## Biografie
Sîdîk s-a născut în 1909, în familia lui Ibrahim Hağî Mîrzî (1881-1960) și Zebide (1888-1968) din satul Kíșke Tatlîğak de lângă Mangalia.
Între anii 1943 și 1945 ocupă funcția de muftiu de Constanța fiind precedat de Kurt-Amet Mustafa și succedat de Reșit Seit-Velí. Totodată, acesta a fost primul muftiu al întregii comunități musulmane din România, după reorganizarea cultului musulman din anul 1943 ce a dus la dispariția muftiatului de la Tulcea.
În 1945 este arestat și cercetat în lagăr sub acuzația de a fi călătorit în Crimeea trimis de Gestapo cu misiunea de a determina separarea Crimeei de Uniunea Sovietică, de a fi creat în România nuclee de tătari crimeeni care să defăimeze în cel mai înalt grad statul și armata sovietică, de a fi sprijinit germanii să recruteze tătari crimeeni care au fost trimiși în Germania fiind învinuiți de patriotism sovietic, de a căror existență nu se mai știe nimic.
Sîdîk a murit în anul 1959 în Constanța. Se odihnește în Cimitirul Central Musulman din Constanța, la: 44.173435, 28.621952.